# John Boynton Philip Clayton Hill

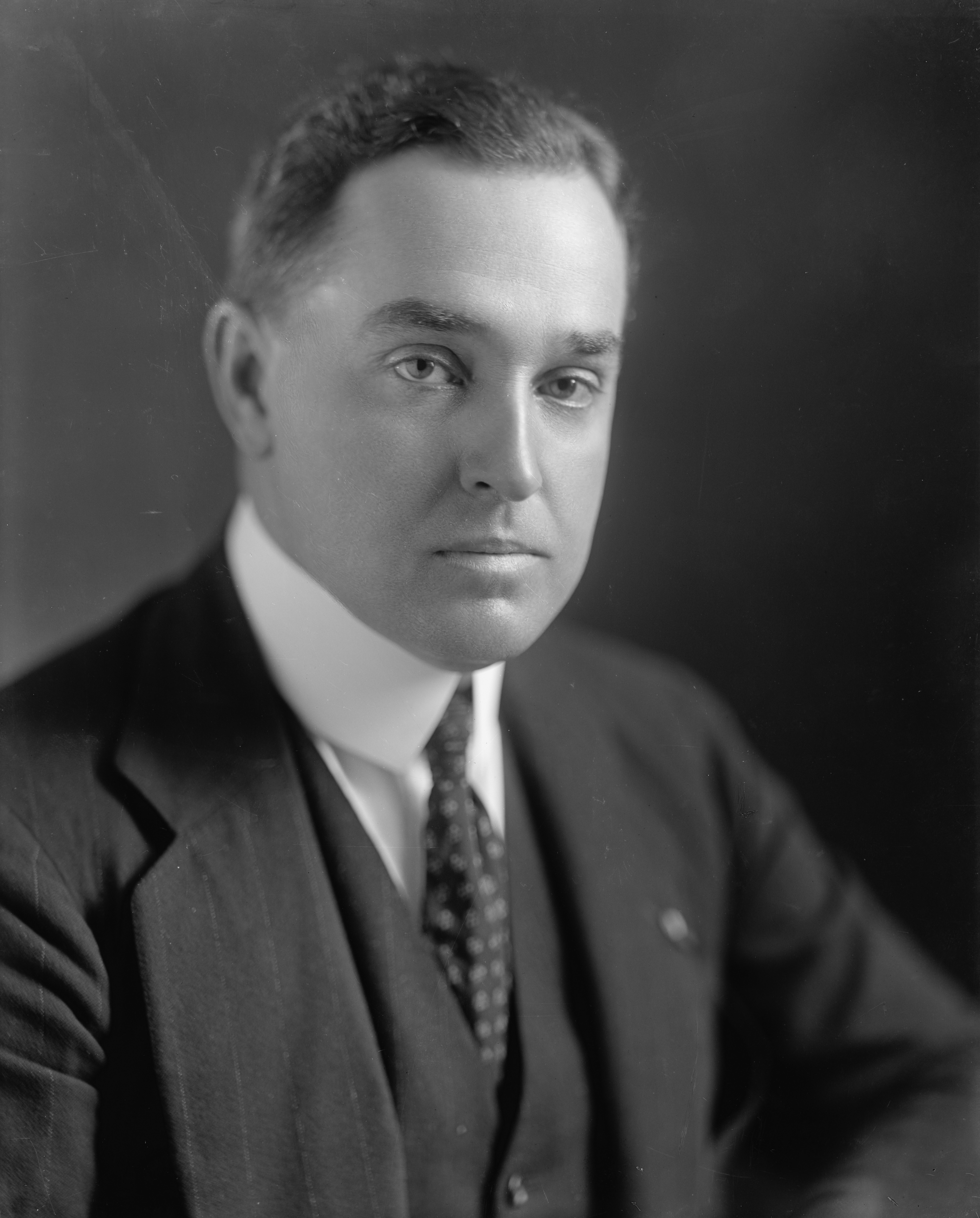
John Hill (1905)

John Boynton Philip Clayton Hill (* 2. Mai 1879 in Annapolis, Maryland; † 23. Mai 1941 in Washington, D.C.) war ein US-amerikanischer Jurist und Politiker. Zwischen 1921 und 1927 vertrat er den Bundesstaat Maryland im US-Repräsentantenhaus.

## Werdegang
John Hill besuchte die öffentlichen Schulen seiner Heimat und studierte danach bis 1900 an der Johns Hopkins University. Nach einem anschließenden Jurastudium an der Harvard University und seiner 1903 erfolgten Zulassung als Rechtsanwalt begann er in Boston in diesem Beruf zu arbeiten. Bereits im Jahr 1904 verlegte er seinen Wohnsitz und seine Kanzlei nach Baltimore. Gleichzeitig schlug er als Mitglied der Republikanischen Partei eine politische Laufbahn ein. 1908 kandidierte er erfolglos für das US-Repräsentantenhaus; 1915 scheiterte eine Bewerbung um das Amt des Bürgermeisters von Baltimore. Von 1910 bis 1915 war Hill als Nachfolger von John Carter Rose Bundesstaatsanwalt für den Distrikt von Maryland. Im Juni 1916 nahm er als Delegierter an der Republican National Convention in Chicago teil. Während eines Grenzkonflikts mit Mexiko im Jahr 1916 war er dort als Militäranwalt tätig. Während des Ersten Weltkrieges war er in den Jahren 1918 und 1919 zunächst Major und später Oberstleutnant der US Army.
Bei den Kongresswahlen des Jahres 1920 wurde Hill im dritten Wahlbezirk von Maryland in das US-Repräsentantenhaus in Washington gewählt, wo er am 4. März 1921 die Nachfolge von Charles Pearce Coady antrat. Nach zwei Wiederwahlen konnte er bis zum 3. März 1927 drei Legislaturperioden im Kongress absolvieren. 1926 kandidierte er erfolglos für den US-Senat. In den Jahren 1928 und 1936 scheiterten weitere Kongresskandidaturen. Ansonsten praktizierte Hill wieder als Anwalt. Zwischen 1937 und 1940 übte er diesen Beruf in New York City aus, danach kehrte er nach Maryland zurück. Er starb am 23. Mai 1941 in Washington und wurde auf dem Nationalfriedhof Arlington in Virginia beigesetzt.